# پوشاک در منطقه خزر
پوشش سنتی گیلان و مازندران 
(به گیلکی: پاپه)، (به مازندرانی: جَمه) و 
(به تالشی: کَلا) دارای شباهت ساختاری با لباس دیگر مناطق روستایی ایران است. از لایه‌های مختلف، اغلب از قطعات مشابه روی هم قرار گیرنده، نظیر دامن زمان یا شلوار مردان در زمستان تشکیل می‌شود. بیشترین حفاظت از سر و تنه -خضوضاً پشت- مطلوب است. کودکان لباس خاصی ندارند اما لباسی خیلی شبیه بزرگسالان می‌پوشند گرچه تنوع زیادی دارد.
لباس سنتی منطقه خزر علاوه بر مشخصات مشترک، اصالت بی تردیدی دارد که بازتاب دهنده شیوه خاص زندگی در این منطقه پیرامونی ایران است. در اکثر جوامع درون فلات ایران رفتار فرهنگی با یک شیوه زندگی محصور شناخته می‌شود؛ خانه را دیوارها می پوشاند تا از نگاه سرزده بیرونیها حفاظتشان کند؛ زنان در اندرونی در انزوا زندگی می‌کنند و در حضور بیگانه یا نامحرم یا موقع بیرون رفتن چادر و روسری به سر می‌کنند. از طرف دیگر، در ساحل خزر شیوه زندگی غالب بازتر است.
خانه‌ها پشت دیوارها مخفی نیستند، دسته بندی جنسیتی نسبتاً کمتری در فضای خانگی موجود است و چادر فقط هنگام سفر به شهرهای بزرگ و مراسم مذهبی پوشیده می‌شود. فقدان حجاب که حتی در بین گالش و تالش کوهستانی نمود بیشتری دارد تا بین گیلانیان و مازندرانیان جلگه، در همهٔ دوره‌ها مسافرین را شوکه کرده‌است. مثلاً جوناس هنوی، ذکر کرده که زنان دهقان «در بیرون اغلب بدون حجاب دیده می‌شدند،» و کیت ابوت بیان می‌کند «دهقانان مؤنث در این بهش کشور رویشان را نمی‌گیرند.» مورخین معاصر منطقه و قومشناسان این گزارشها را تأیید می‌کنند. برخی اجزا و شیوه‌های تولید لباس در این منطقه به حد کافی ممتاز شده‌اند: جوراب گوراوه کلفت، شال، چموش، و چادرشب